# غلوريا لونغ أندرسون
غلوريا لونغ أندرسون (بالإنجليزية: Gloria Long Anderson)‏ هي كيميائية أمريكية، ولدت في 5 نوفمبر 1938 في ألثيمير في الولايات المتحدة.

## النشأة والمهنية
ولدت أندرسون في 5 نوفمبر 1938، في ألثيمير، أركنساس حيث نشأت. هي ابنة إلسي فوجي لونغ وتشارلي لونغ، مزارعان بالعمولة وصلا في تعليمهما إلى الصف العاشر والثالث على التوالي، وهي الطفل الرابع في أسرة مكونة من ستة أطفال. كانت الفتاة الوحيدة، وتعلمت القراءة قبل أن تبلغ الرابعة. كان والدها مزارعًا وبوابًا، وكانت والدتها خادمة منزلية وخيّاطة بينما ساعدت في أعمال المزرعة، أعطى والداها الأولوية لتعليمها وسمحا لها بالبدء في المدرسة الابتدائية في سن الرابعة. التحقت بالمدارس العامة المنفصلة، بما في ذلك مدرسة ألثيمير للتدريب، وكانت طالبة جيدة تخطت الصفوف، وتخرجت من المدرسة الثانوية في سن 16 عام 1954. حصلت على زمالة روكفلر بين عامي 1956 و 1958، وتخرجت كطالبة متفوقة من كلية أركنساس الزراعية والميكانيكية والعادية في عام 1958 بامتياز مع مرتبة الشرف وحاصلة على درجة في الكيمياء. رغم أنها قُبلت في كلية الدراسات العليا بجامعة ستانفورد، إلا أنها لم تكن قادرة على الدراسة هناك بسبب نقص التمويل. ثم رُفضت لشغل منصب في شركة رالستون بيورينا Ralston Purina لأنها كانت أمريكية من أصل أفريقي.
درّست أندرسون الصف السابع في مدرسة في ألثيمير قبل قبولها كمدرس مساعد بجامعة أتلانتا وشغل منصب في برنامج الماجستير. تزوجت من ليونارد سنكلير أندرسون في عام 1960، وكادت تترك الدراسة، لكنها حصلت على درجة الماجستير في الكيمياء في أتلانتا في عام 1961 بأطروحة أشرف عليها كيمويل هيغنز حول تركيب جديد من البوتادين. درّست لمدة عام في كلية ولاية كارولينا الجنوبية ثم انتقلت إلى كلية مورهاوس، حيث أمضت عامين تعمل مع هنري سيسيل مكباي ودرّست الكيمياء.
بدأت دراسات الدكتوراه في جامعة شيكاغو في عام 1965 وعملت مع ليون ستوك على الرنين المغناطيسي النووي وتحولات الترددات تحت الحمراء للفلور في التليف CF. طوال فترة وجودها هناك، وُجّهت من قبل توماس كول ودرّست الطالبات ذوات البشرة البيضاء اللواتي يدرسن الكيمياء. حصلت أندرسون على درجة الدكتوراه في الكيمياء العضوية الفيزيائية في عام 1968، وأصبحت أستاذًا مشاركًا ورئيسًا لقسم الكيمياء في كلية موريس براون. اختارت إجراء أبحاثها في إحدى كليات ذوي البشرة السوداء التاريخية إثر اغتيال مارتن لوثر كينغ الابن في ذلك العام، واعتبرت عملها هناك بمثابة إسهامها في حركة الحقوق المدنية بالولايات المتحدة. في عام 1973، أصبحت أستاذة فولر إ. كالاواي للكيمياء وعادت لشغل منصب رئيس القسم في عام 1990 بعد أن عملت عميدة للشؤون الأكاديمية من 1984 إلى 1989. طُبّق عملها على الأدوية المضادة للفيروسات. أصبحت أندرسون رئيسًا مؤقتًا لموريس براون مرتين، من عام 1992 إلى عام 1993 وفي عام 1998، وعميدًا للعلوم والتكنولوجيا من عام 1995 إلى عام 1997. منذ عام 1999 وحتى عام 2009 هي أستاذة فولر إي. كالاوي للكيمياء.
طوال حياتها المهنية، واصلت أبحاثها على الفلور 19 وتفاعلاته مع الذرات الأخرى، واستخدمته لتتحرى تفاعلات التركيب. غطت أبحاث أندرسون أيضًا آليات الإبوكسدة، ووقود الصواريخ العاملة بالوقود الصلب، وتركيب العقاقير المضادة للفيروسات، والمركبات الصيدلانية المعالجة بالفلور، والأمانتادينات البديلة.
خارج الأوساط الأكاديمية، عُيّنت أندرسون من قبل الرئيس ريتشارد نيكسون لمدة ست سنوات في مجلس إدارة هيئة الإذاعة العامة في عام 1972، حيث شغلت أيضًا منصب رئيس لجماعات النساء والأقليات والموارد البشرية، وفي وقت لاحق نائبة لرئيس المجلس من 1977 إلى 1979. تلقت براءات الاختراع في عامي 2001 و 2009.
أدرجت أندرسون مع ألمع العلماء في أتلانتا، جورجيا في عام 1983 من قبل مجلة أتلانتا. وهي مطلقة ولديها ابن واحد يدعى جيرالد.

## الجوائز التكريمية
- 1956-1958 منحة روكفلر
- 1979 النساء السود البارزات، نادي المدينة الفاضلة.
- 1982 شهادة تقدير، ولاية جورجيا.
- 1998 لوحة اعتراف، كلية موريس براون.
- 2004 لوحة تقدير، "تقديرًا لرئاسة الكلية"، كلية موريس براون.